# 布尔诺椅
布尔诺椅 (型号 MR50，)是一个现代悬臂式座椅，在1929-1930年间由路德维希·密斯·凡德罗和莉莉·瑞希为布尔诺的图根哈特别墅所设计。

## 设计
在设计布尔诺椅之前，路德维希·密斯·凡德罗和莉莉·赖希还设计了包括MR20在内许多相似风格的椅子。而这些椅子都是基于马特·斯塔姆的相关设计而来。